# Рысков, Алексей Петрович
Алексе́й Петро́вич Рыско́в (род. 1941) — советский и российский учёный в области молекулярной биологии и молекулярной генетики, член-корреспондент РАН (1994). Лауреат Государственной премии СССР (1983) и Государственной премии РФ за разработку теоретических и прикладных проблем геномной дактилоскопии (1996).

## Биография
Родился 5 февраля 1941 года в Москве.
В 1965 году — окончил химический факультет МГУ.
После окончания ВУЗа поступил на работу в Институт радиационной и физико-химической биологии (сейчас это — Институт молекулярной биологии имени В. А. Энгельгардта РАН), в лабораторию Г. П. Георгиева, где прошёл путь от стажёра-исследователя до ведущего научного сотрудника.
В 1971 году — защитил кандидатскую, а в 1979 году — докторскую диссертацию, которые посвящены проблеме структурной организации ядерных предшественников информационных РНК в клетках высших организмов.
С 1990 года по настоящее время — заведующий лабораторией организации генома в Институте биологии гена РАН.
В 1994 году — избран членом-корреспондентом РАН.
Член Комиссии при Президенте РФ по погибшим и пропавшим без вести военнослужащим.

## Научная деятельность
Результатом его исследований стало открытие длинных палиндромных нуклеотидных последовательностей в пре-мРНК и в клеточной ДНК, проведя исследования которых открыл мобильные элементы (короткие ретротранспо-зоны) генома мыши — В1 и В2.
Основоположник исследований по геномной дактилоскопии в нашей стране: обнаружил особое семейство универсальных гипервариабельных повторов ДНК в геномах человека, животных, растений и микроорганизмов, которые позволяют помочь в решении фундаментальных проблем биоразнообразия, а также и в научно-прикладных и практических областях криминалистики, судебной медицины, микробиологии, паразитологии, биотехнологии, экологии и охраны природы.
В последние годы ведёт исследования в области структурно-функциональной и эволюционной геномики различных таксономических групп.
Среди его учеников 6 докторов наук, 30 кандидатов наук, 2 лауреата премии Ленинского комсомола, 3 лауреата Государственной премии.
Участие в научных организациях
- член Научного совета РАН по молекулярной биологии и генетике
- член Центрального совета ВОГИС имени Н. И. Вавилова
- член Российского биохимического общества
- член Комиссии по присуждению премии имени А. А. Баева
- член экспертных советов РФФИ и Министерства образования и науки РФ
- заместитель главного редактора журнала «Генетика»

## Основные работы
- Ryskov A.P., Jincharadze A.G., Prosnyak M.I., Ivanov P.L. and Limborska A.A. M13 phage DNA as universal marker for DNA fingerprinting of animals, plants and microorganisms.// FEBS Lett., 1988, V.233, № 2бб, 388—392;
- Semyenova S.K., Morozova E.V., Chrisanfova G.G., Gorokhov V.V., Moskvin A.S., Movsessian S.A., Ryskov A.P. Genetic differentiation in eastern european and western asian populations of liver fluke Fasciola hepatica as revealed by mitochondrial nad1 and cox1 genes // Journal of Parasitology (USA), 2006, 92: 523—530;
- Куприянова Н. С., Рысков А. П. Структурно-функциональная организация и полиморфизм рибосомной ДНК человека // Молекулярный полиморфизм человека. Структурное и функциональное индивидуальное разнообразие биомакромолекул / ред. С. Д. Варфоломеев. Т. 1. М.: РУДН, 2007. С. 116—163;
- Genetically unstable microsatellite-containing loci and genome diversity in clonally reproduced unisexual vertebrates // International Review of Cell and Molecular Biology (Ed. Kwang Jeon). Elsevier, Academic Press (USA), Vol. 270, November, 2008.

## Награды
- Государственная премия СССР в области науки и техники (с составе группы, за 1983 год) — за цикл работ «Мобильные гены животных» (1972—1981)
- Государственная премия Российской Федерации в области науки и техники (в составе группы, за 1996 год) — за цикл работ «Геномная дактилоскопия: разработка теоретических и прикладных проблем»
- Премия Координационного межведомственного совета по приоритетному направлению «Науки о жизни и биотехнология» (2000) — за цикл работ по геномике позвоночных и беспозвоночных животных[3]
- Главная премия Международной академической издательской компании «Наука/Интерпериодика» (в составе группы авторов, за 2003 год) — за цикл работ «Геномная нестабильность и клональное разнообразие у однополых (партеногенетических) видов позвоночных рода Darevskia»[3]